# Jarní únava

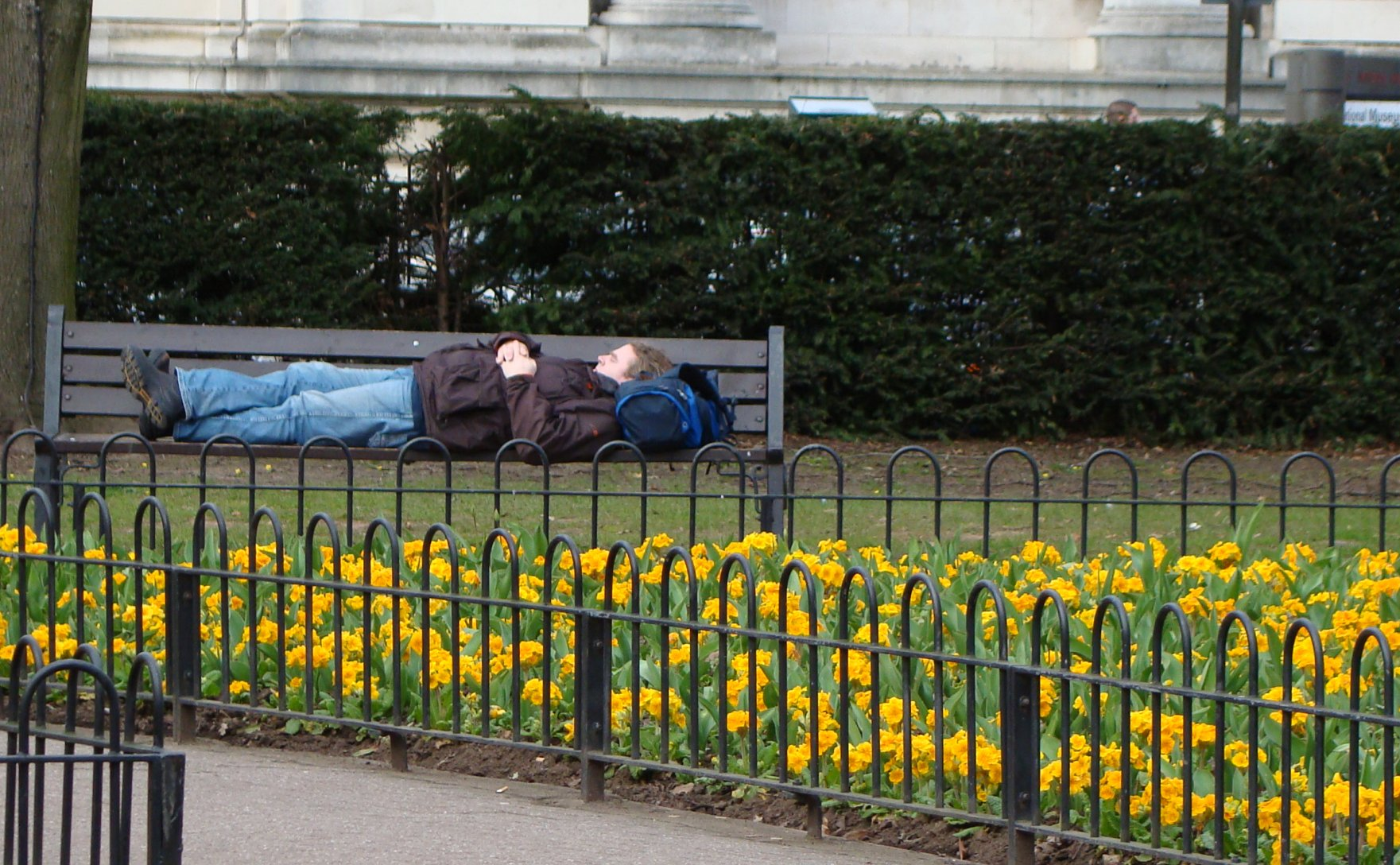
Muž, který si na jaře zdřímnul

Jarní únava nebo též jarní letargie je typ únavy, snížené energie nebo deprese spojený s nástupem jara. Takový stav může být způsoben normální reakcí na vyšší teploty, nebo může mít zdravotní základ, například alergii nebo reverzní sezónní afektivní poruchu. V mnoha oblastech dochází na jaře k vrcholu počtu sebevražd.
Svou roli hrají také psychologické a sociokulturní faktory. Úvodní verše klasické Eliotovy básně vyjadřují některé složité emocionální asociace, které mohou být známé těm, kteří na jaře zažívají temné nálady:
| „                                  | Duben je nejkrutější měsíc, rodí šeříky z mrtvé země, mísí vzpomínku s touhou, vznítí kořeny jarním deštěm z otupělosti. | “ |
| — Thomas Stearns Eliot, Pustá země | |   |

Někdy se taková letargie nebo deprese může označovat jako "jarní horečka", i když tento termín se vztahuje také na nárůst energie a neklidu nebo na romantické a sexuální pocity na jaře.
Německý termín Frühjahrsmüdigkeit (doslova "jarní únava") je označení pro dočasnou náladu nebo fyzický stav, pro který je typická chybějící energie a únava, což na jaře zažívá mnoho lidí. Nepatří do kategorie diagnostikovaných nemocí, ale spíše do kategorie jevů, o nichž se předpokládá, že jsou způsobeny změnou ročního období. Odhaduje se, že v Německu se s jeho účinkem setkalo 50–75 % lidí.

## Příznaky
Na severní polokouli se příznaky obvykle objevují od poloviny března do poloviny dubna a v závislosti na konkrétním člověku mohou být více či méně výrazné. Nejčastějšími příznaky jsou únava (navzdory dostatečnému množství spánku) a pocit vyčerpání, citlivost na změny počasí, závratě, podrážděnost, bolesti hlavy a někdy i bolesti kloubů a nedostatek elánu.

## Příčiny
Ačkoli příčiny jarní únavy nebyly dosud zcela objasněny, určitou roli může hrát hormonální rovnováha. Podle této hypotézy se přes zimu v těle vyčerpají zásoby "hormonu štěstí" serotoninu, jehož produkce je závislá na denním světle, což usnadňuje působení zejména "spánkového hormonu" melatoninu. Když se na jaře dny prodlouží, tělo znovu upraví hladiny hormonů a uvolní se více endorfinu, testosteronu a estrogenu. Tato změna představuje značnou zátěž pro tělo, které na ni reaguje pocitem únavy.
Na jaře navíc obvykle dochází k velkým výkyvům teploty. Když teploty stoupají, krevní tlak člověka klesá, protože se rozšiřují cévy. Rozšíření cév se nazývá vazodilatace. Určitou roli hraje také jídlo: v zimě má člověk tendenci přijímat více kalorií, zvláště tuků a sacharidů než v létě. V období hormonálního přizpůsobení však tělo místo nich vyžaduje vitamíny a bílkoviny.